# Truppenübungsplatz Heidehof
Der Truppenübungsplatz Heidehof, auch Jüterbog-Ost genannt, ist ein ehemaliger Truppenübungsplatz im Landkreis Teltow-Fläming. Er wurde 1897 errichtet. Auf ihm befindet sich der Golmberg. Seine Gesamtgröße beträgt 11.940 ha. Das letzte Panzerschießen fand 1992 statt. Das Gelände ist heute Teil des Naturschutzgebiets Heidehof-Golmberg. Es ist munitionsbelastet.